# 프리드리히 2세 폰 브란덴부르크안스바흐쿨름바흐 변경백

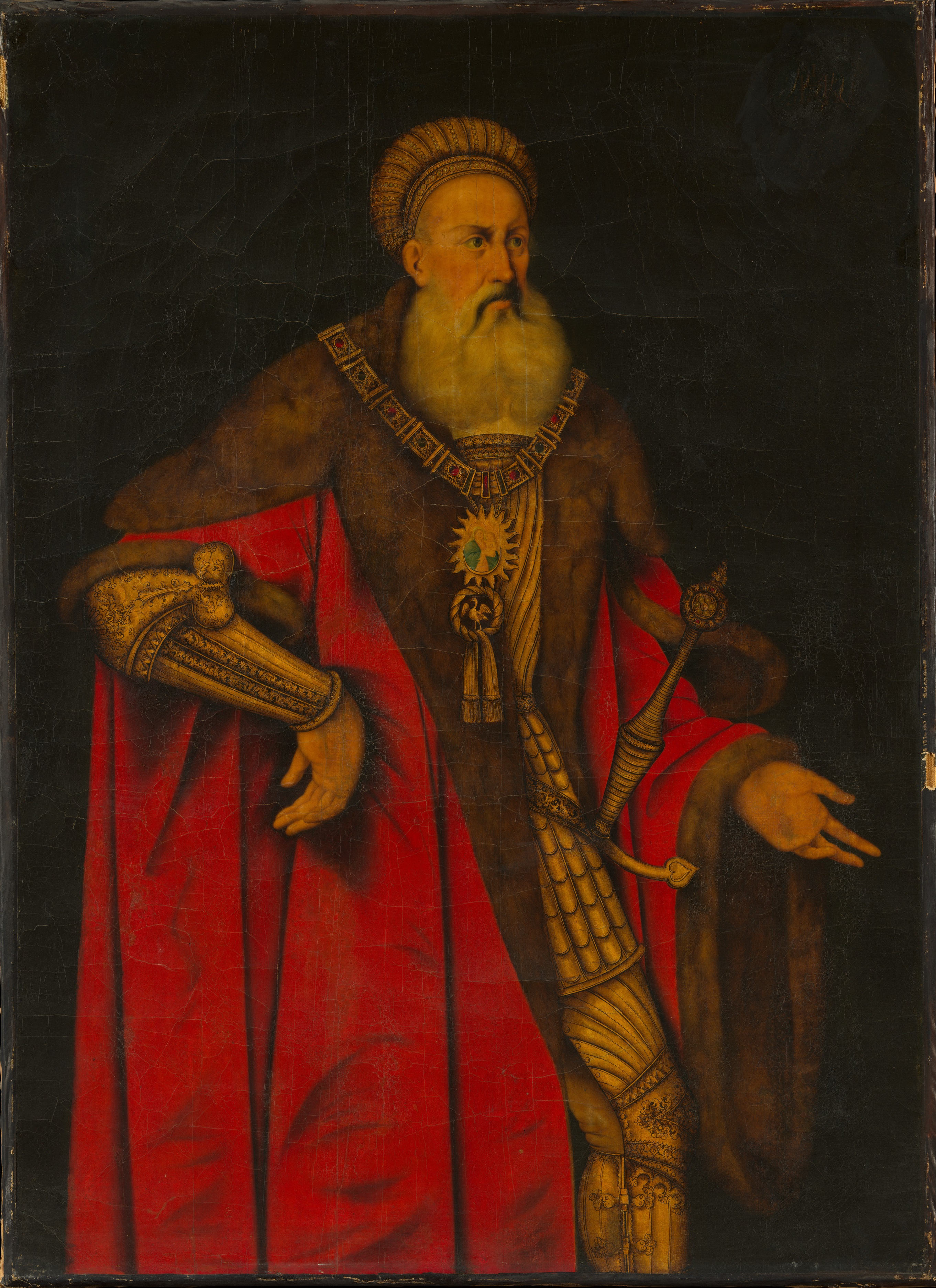
프리드리히 2세 폰 브란덴부르크안스바흐쿨름바흐

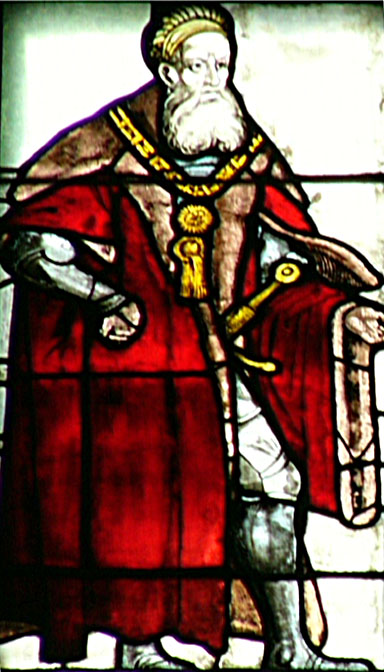
뉘른베르크의 성 세발드(St. Sebald) 성당 벽면에 그려진 프리드리히 2세 폰 브란덴부르크안스바흐쿨름바흐의 프레스코화, 1515년작

프리드리히 2세 폰 브란덴부르크안스바흐쿨름바흐(독일어: Friedrich II. von Brandenburg-Ansbach-Kulmbach, 1460년 5월 8일 - 1536년 4월 4일) 또는 프리드리히 노인공(독일어: Friedrich der Ältere 프리드리히 데어 알테레[*])은 호엔촐레른 왕조 출신 독일의 군주로, 브란덴부르크안스바흐 후작이자 브란덴부르크쿨름바흐의 후작이었다.
1486년 아버지 알브레히트 3세 아킬레스가 죽을 때 안스바흐만을 물려받았으나, 동생 지기스문트 사후 쿨름바흐와 바이로이트의 백작직위를 차지했으므로 프리드리히 2세 폰 브란덴부르크안스바흐바이로이트(Frederich II von Ansbach-Bayreuth)라고도 부른다. 폴란드의 공주인 카지미에시 4세의 딸 폴란드의 소피아와 결혼했던 그는 폴란드식 이름도 사용했다고 한다. 브란덴부르크 선제후 가문에서 갈라진 몇몇 분가의 시조였다.
브란덴부르크 밖에 있던 바이에른 지역의 호엔촐레른 왕조의 영지를 상속받았다. 그러나 그는 낭비벽이 있었고, 돈을 헤프게 사용하여 자신의 영지에 막대한 부채를 안기자 결국 1515년 5월 그의 아들들 카지미르 폰 브란덴부르크쿨름바흐와 안스바흐의 게오르크가 일으킨 쿠데타로 축출되었다.

## 생애

### 초기 활동

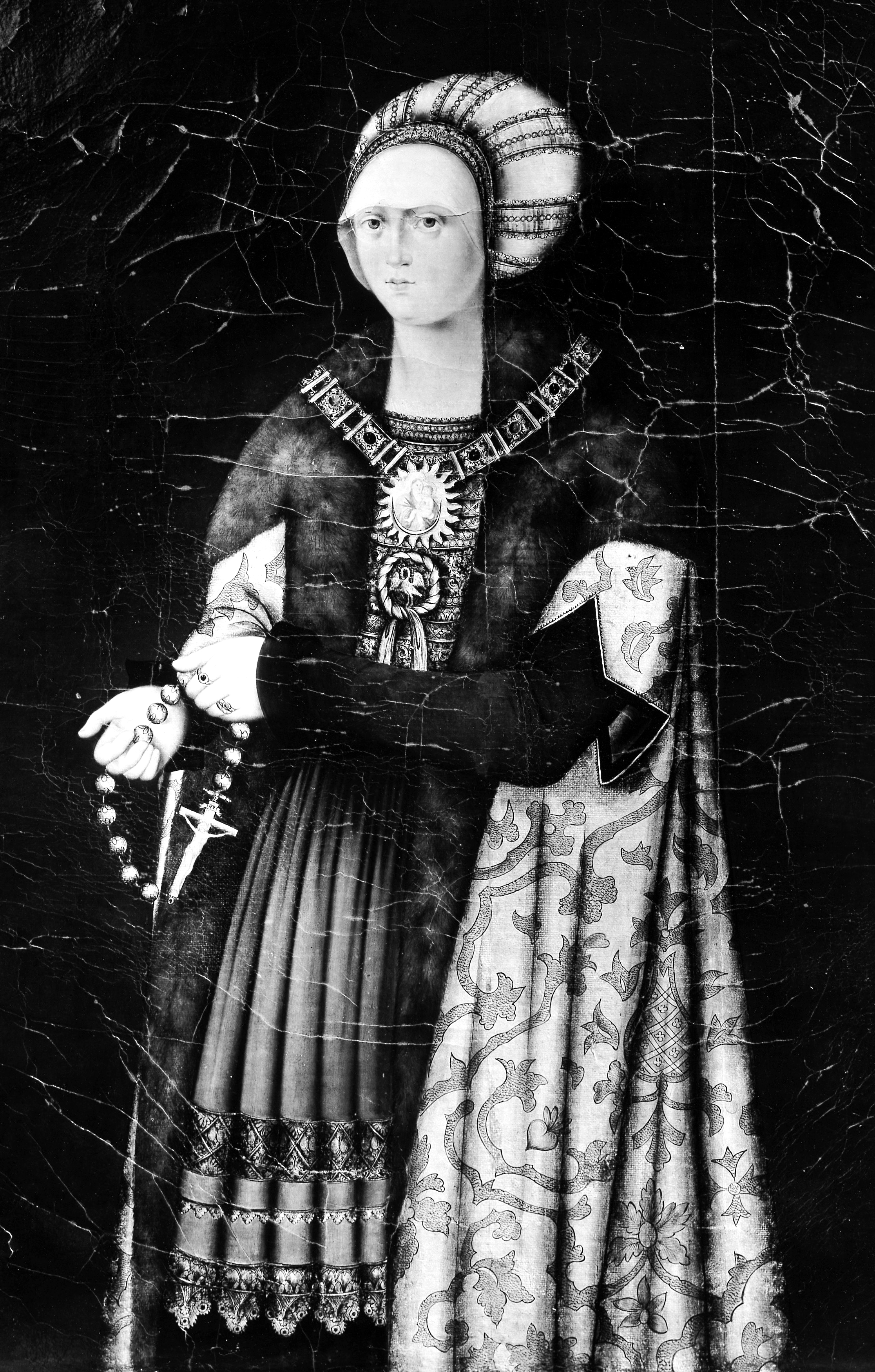
부인 폴란드의 공주 소피아 야기에우워

브란덴부르크 선제후 알브레히트 3세 아킬레스와 그의 두번째 부인인 작센 선제후 프리드리히 2세의 딸 안나의 차남으로 바이에른의 안스바흐에서 태어났다. 아버지 알브레히트 3세 아킬레스에게는 넷째 아들이었다. 하지만 배다른 형들은 요한 치체로를 제외하고는 모두 어려서 요절했다. 일찍이 1473년 그의 이복 형 요한 치체로는 프랑크 족의 관습법인 살리카 법의 적용범위가 어디까지인가를 알아보고, 법학자들을 통해 프리드리히의 몫을 정하려 했다. 1479년 2월 14일 프랑크푸르트에서 폴란드의 왕 카지미에시 4세와 엘리자베트 폰 합스부르크의 딸인 폴란드의 소피아 야기에우워(Sophia Jagiellon)와 결혼했는데, 그는 지그문트 1세의 친여동생이다. 1468년 카지미에시 4세는 정략결혼 목적으로 자신의 딸 소피아를 신성 로마 제국의 황제 프리드리히 3세의 아들 막시밀리안 대공과 약혼시켰지만 뒤에 파혼하고, 그에게 시집보냈다. 프리드리히의 아버지 브란덴부르크 선제후 겸 백작 알브레히트 3세 아킬레스는 신부 가격으로 64,000 플로린을 카지미에시 4세에게 지불했다. 결혼식 후 알브레히트 3세 아킬레스는 폴란드의 국왕 카지미에시 4세에게 결혼 지참금을 요구했다. 자금이 부족했던 카지미에시 4세는 지참금을 할부로 지불하겠다고 약속, 1479년 12월 25일 6000 굴덴을 먼저 브란덴부르크 백작령에 입금했다. 그러나 나머지 결혼 지참금은 받지 못했다.
프리드리히는 아내 폴란드의 소피아 야기에우워와의 사이에서 11명의 자녀를 두었는데, 둘째 엘리자베트, 일곱째 바바라, 열여섯째 프리드리히 알베르트를 제외하고는, 모두 성인이 될 때까지 생존했다. 프리드리히는 폴란드식의 이름도 있었는데 폴란드에서는 프레드릭 스타헤르 호엔졸레른(Fryderyk Starszy Hohenzollern)이란 이름을 사용했다. 그밖에 폴란드에서는 그를 가리켜 카이제 바이로이트(książę (Fürst) Bayreuth)라고 불렀다. 폴란드와의 인연으로 그는 호엔촐레른 가문이 프로이센을 획득하는 바탕을 제공한다.
그는 14세기 중엽 브란덴부르크 선제후 가문에서 갈라진 몇몇 분가의 시조였다. 자녀가 많았던 프리드리히는 13남 프리드리히와 14남 빌헬름, 15남 요한 알브레히트를 모두 가톨릭 성직자로 출가시켰다. 이 중 빌헬름과 요한 알베르트는 대주교를 역임하기도 했다. 하지만 장남 카지미르의 가계는 1544년에 손자 알브레히트 알키비아데스가 후손을 낳지 못하고 죽어 단절되고, 둘째 아들 게오르크 경건공의 가계는 1603년에 프리드리히의 손자이자 게오르크의 아들인 게오르크 프리드리히가 역시 자녀를 낳지 못하고 죽어 후계가 단절되었다. 여섯째 아들 요한 폰 브란덴부르크안스바흐는 군인으로 활약했지만 자녀 없이 사망했다. 다섯째 아들인 튜튼 기사단장이자 첫 프로이센의 공작인 알브레히트 폰 프로이센은 자기 외삼촌 지그문트 1세에게서 프로이센의 영토를 확보했지만, 역시 그 아들인 알브레히트 프리드리히가 딸만 다섯 명을 낳고, 아들들은 어려서 요절하는 바람에 그의 남자 후손은 17세기 초엽에 모두 전멸되었다. 그 중, 손자 알브레히트 프리드리히의 딸 세명은 프리드리히의 배다른 형 요한 치체로의 남자 후손들과 결혼하여 부분적으로 그의 혈통은 일부 호엔촐레른 왕조의 프로이센의 국왕들과 독일 황제들에게로 이어진다.
1482년 봄부터 그 해 가을까지 그는 로마 가톨릭 성지 순례를 다녀왔다.
1509년 3월 프리드리히는 부인 소피아 야기에우워와 함께 처조카 루드비코 2세의 대관식에 참석하고 돌아왔다. 1512년 10월 5일 부인 소피아 야기에우워가 사망했다. 이후 프리드리히는 재혼하지 않고 혼자 지냈다. 아내 소피아 야기에우워가 죽은 뒤 프리드리히는 저녁마다 폭식했는데, 프리드리히는 매일 저녁 1500잔 이상의 와인을 마셨고, 야생 오록스 소고기 2마리분과 600여 마리의 생선을 먹었다고 한다. 부인 소피아 야기에우워의 여동생은 바바라 야기에우로로 작센 공작인 게오르크 수염공과 결혼한 바바라의 딸 막달레나 폰 작센은 프리드리히의 조카손자인 요아힘 2세 헥토어와 결혼했다.

### 안스바흐와 쿨름바흐의 통치자

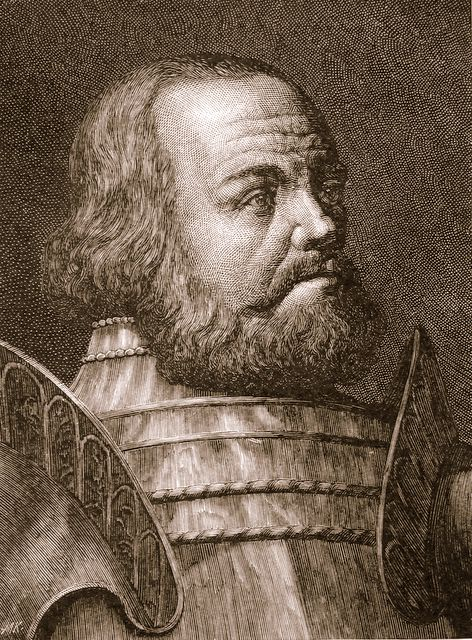
괴츠 폰 베를리힝겐, 17세기 작

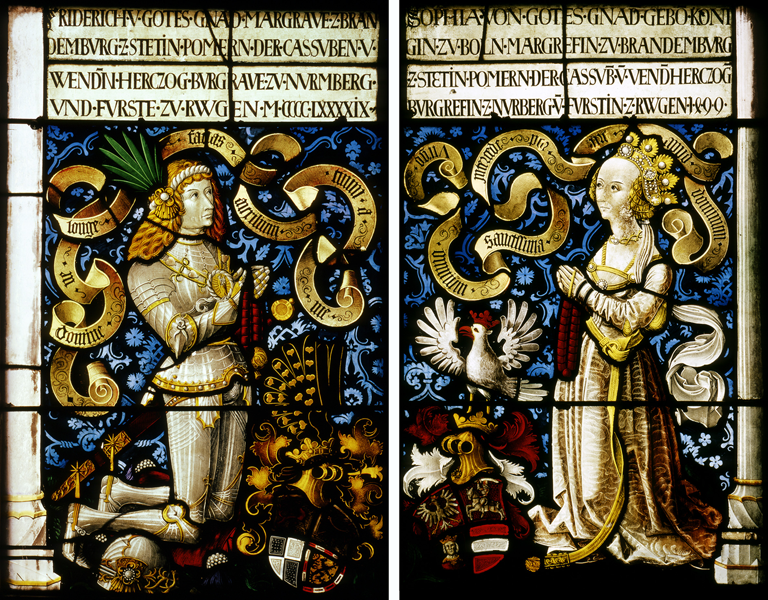
프리드리히 2세와 그의 아내 소피아 야기에우워, 1500년경 한스 크람베르거 작

1486년 아버지 알브레히트 3세 아킬레스가 죽을 때, 그의 배다른 형 요한 키케로는 브란덴부르크 선제후직위와 브란덴부르크 변경백 직위를 물려받았고, 프리드리히는 브란덴부르크에서 벗어난 바이에른 내의 호엔촐레른 왕조의 영지였던 안스바흐를 물려받았다. 한편 바이로이트와 브란덴부르크쿨름바흐를 물려받았던 동생 지기스문트 폰 브란덴부르크 바이로이트가 결혼하지 않고, 그의 유일한 사생아 아들 마저 어린 나이에 요절하여 후계자가 없었다. 동생 지기스문트가 1495년 2월에 사망하자, 프리드리히는 지기스문트의 영지인 쿨름바흐와 바이로이트를 차지했다. 그러나 배다른 형 요한 키케로는 반발했고, 1498년까지 형과 갈등하였다.
프리드리히는 계속 폴란드에 결혼 지참금을 요구했다. 1489년 소피아의 오빠 블라디슬라프 2세는 그의 아버지가 주지 못한 결혼 지참금의 나머지 돈을 지불하겠다고 프리드리히에게 약속했다. 그러나 소식이 없자 부인 소피아 야기에우워는 오빠 블라디슬라프 2세에게 지참금을 지급할 것을 요청했다. 1493년 프리드리히는 결혼 지참금을 요구하는 사절을 폴란드 왕국에 보냈다. 1495년 9월에 아내 소피아는 개인적으로 약속된 돈을 요구하는 편지를 자신의 오빠에게 보냈다. 그러나 폴란드 왕국은 소피아와 프리드리히가 죽을 때까지 남은 결혼 지참금을 지급하지 못했다.
1488년에는 비텔스바흐 가문의 정복사업과 영토확장 정책을 반대하는 슈바벤 협회에 가입했다. 그의 영지 안스바흐는 바이에른에 있었는데, 그는 바이에른 내의 다른 영토를 차지하려 했고, 반대로 바이에른의 알브레히트 4세는 바이에른 내의 그의 유산 및 그의 영지인 안스바흐 등의 주권 행사를 제한하려 했다. 바이에른의 알브레히트 4세와의 갈등은 결국 바이에른의 알브레히트 4세가 결국 프리드리히 몫의 유산을 모두 반환하기로 결정하면서, 1492년 전쟁 없이 아우구스부르크에서 평화 협정을 체결한다. 1493년에는 뉘른베르크의 호엔촐레른 가문 일족 사이의 분쟁과 시민 사이의 갈등에 참여했으나 소득은 없었다. 오히려 마을 주민들은 비텔스바흐 가문을 지지했다. 1509년 5월 프리드리히는 신성 로마 제국 황제 막시밀리안 1세로부터 베로나의 제국의회 의원에 임명되었다. 1496년 괴츠 폰 베를리힝겐이 그의 안스바흐 궁정으로 찾아왔다. 1496년부터 1500년까지 괴츠 폰 베를리힝겐은 기사 수행을 위해 프리드리히의 궁정에 머무르면서 봉사하였다. 괴츠 폰 베를리힝겐은 후일 가톨릭 연맹의 지도자였던 바이에른 선제후 막시밀리안 1세의 휘하 장수로 전쟁터에서 무훈을 쌓은 기사이기도 하다.

### 아들들의 쿠데타 및 최후
자신의 돈을 헤프게 쓰던 그는 호화로운 생활을 즐겨서 그는 자신의 국가에 부채를 만들어냈고, 1515년 5월 25일 아들 카지미르와 안스바흐의 게오르크에 의해 퇴출되었다. 잠시 쿨름바흐의 팔레센부르크 요새 감옥에 투옥되기도 했던 그는 팔레센부르크 성으로 은퇴했으며, 1527년 아들 카지미르가 죽을 때까지 그는 팔레센부르크에 있었다. 카지미르가 죽자 쿨름바흐를의 통치력 유지를 위해 안스바흐의 게오르크는 다시 아버지 프리드리히를 불러들였다. 게오르크의 요청으로 다시 안스바흐로 복귀한 그는 1536년에 죽을 때까지 안스바흐 후작직을 유지했다.

## 관련 서적
- Theodor Hirsch: Friedrich der Ältere. In: Allgemeine Deutsche Biographie (ADB). Band 7, Duncker & Humblot, Leipzig 1877, S. 480.
- Reinhard Seyboth: Die Markgraftümer Ansbach und Kulmbach unter der Regierung Markgraf Friedrichs der Älteren (1486-1515) (= Schriftenreihe der Historischen Kommission bei der Bayerischen Akademie der Wissenschaften. Bd. 24). Vandenhoeck & Ruprecht, Göttingen 1985, ISBN 3-525-35921-7 (Zugleich: Regensburg, Universität, Dissertation, 1983–84 Digitalisat).
- Elke Tkocz: Friedrich der Ältere, Markgraf von Brandenburg † 1536. In: Erich Schneider (Hrsg.): Fränkische Lebensbilder. Bd. 22, Würzburg 2009, S. 41–64.

| 전임 알브레히트 3세 아킬레스 | 안스바흐 후작 1486년 - 1515년 | 후임 게오르크 폰 브란덴부르크안스바흐 |

| 전임 지기스문트 폰 브란덴부르크 바이로이트 | 쿨름바흐와 바이로이트의 백작 1495년 - 1515년 | 후임 카지미르 폰 브란덴부르크쿨름바흐 |

| 전임 - | 신성로마제국의 제국 의회 의원 1509년 - 1515년 | 후임 - |